# Escadron de transport, d'entraînement et de calibrage

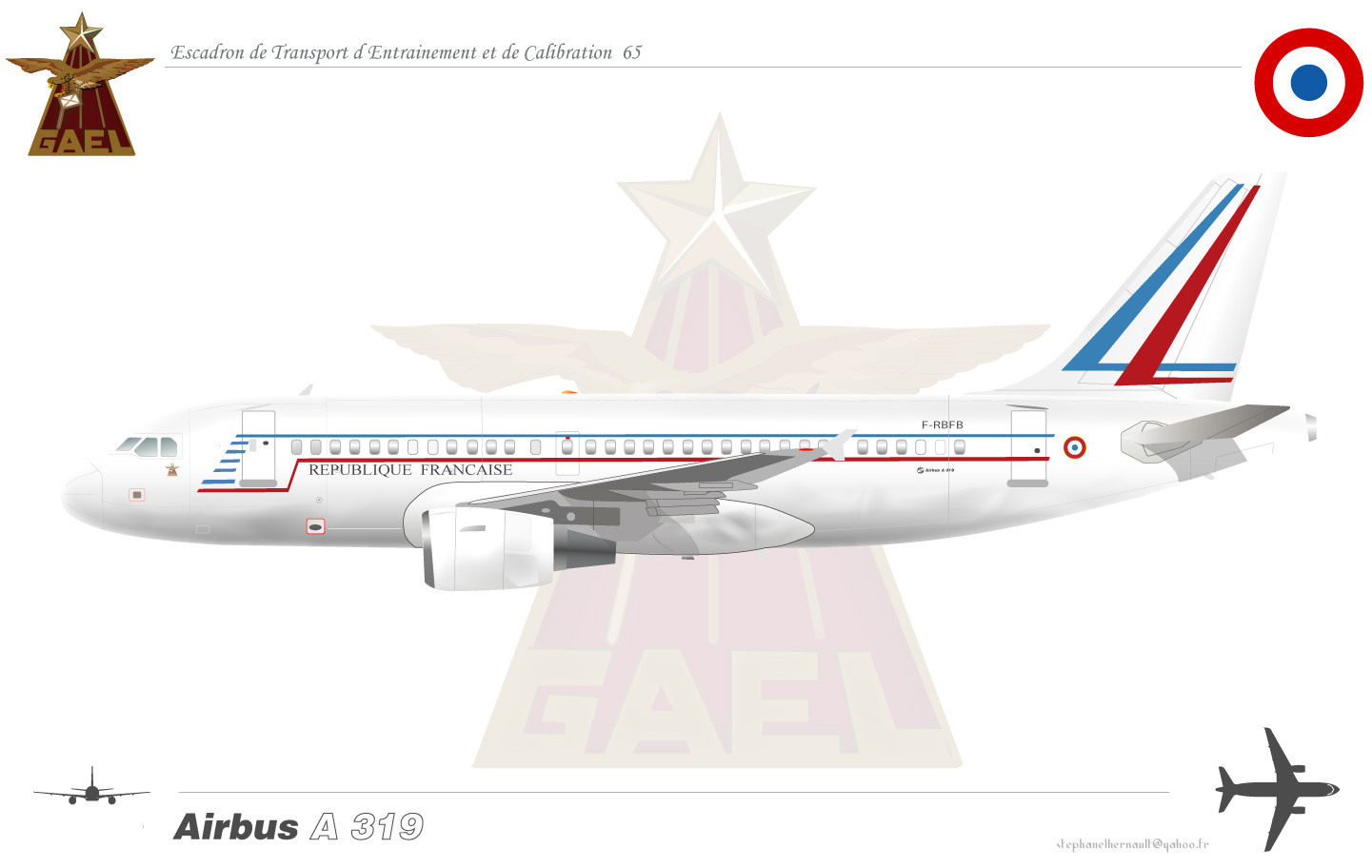
Jedno z letadel Escadron de transport, d'entraînement et de calibrage

Escadron de transport, d'entraînement et de calibrage (ETEC, „Dopravní, výcviková a kalibrační peruť“) je jednotka Francouzského letectva pod přímým velením francouzského Ministerstva obrany.
Jednotka ETEC používá 2 letouny Falcon 900 a 4 letouny Falcon 50 pro lety v rámci Evropy a 2 stroje A319 pro střední a dlouhé lety.
V roce 2003 nalétala ETEC 673 letových hodin pro prezidenta republiky, 516 pro předsedu vlády, 602 pro ministra zahraničí a 318 pro ministra obrany. Náklady na letovou hodinu jsou 4050 € pro Airbus, 5750 € pro Falcon 900 a 4090 € pro Falcon 50.
Volací znaky letů jsou „COTAM 0xy“, „COTAM 001“ je vyhrazen pro francouzského prezidenta a „COTAM 002“ pro zahraniční prezidenty.